# متعلجمة مشعرة
متعلجمة مشعرة (الاسم العلمي: Batrachoides liberiensis) (بالإنجليزية: Hairy toadfish)‏ هي نوع من الأسماك تتبع جنس المتعلجمة من فصيلة المتعلجمات.